# سینت رز (ویسکانسین)
سینت رز (به انگلیسی: Saint Rose) یک منطقهٔ مسکونی در ایالات متحده آمریکا است که در شهرستان گرنت، ویسکانسین واقع شده‌است. سینت رز ۳۱۲٫۱۲ متر بالاتر از سطح دریا واقع شده‌است.